# Вудінвілл (Вашингтон)
Вудінвілл (англ. Woodinville) — місто (англ. city) в США, в окрузі Кінг штату Вашингтон. Населення — 13 069 осіб (2020).

## Географія
Вудінвілл розташований за координатами 47°45′28″ пн. ш. 122°8′48″ зх. д. / 47.75778° пн. ш. 122.14667° зх. д. (47.757695, -122.146791).  За даними Бюро перепису населення США в 2010 році місто мало площу 14,55 км², з яких 14,51 км² — суходіл та 0,04 км² — водойми.

## Демографія
Згідно з переписом 2010 року, у місті мешкало 10 938 осіб у 4478 домогосподарствах у складі 2827 родин. Густота населення становила 752 особи/км².  Було 4996 помешкань (343/км²).
Расовий склад населення:
| - 80,2 % — білих - 11,2 % — азіатів - 1,4 % — чорних або афроамериканців - 0,4 % — корінних американців - 0,2 % — вихідців з тихоокеанських островів - 2,6 % — осіб інших рас |

До двох чи більше рас належало 4,0 %. Частка іспаномовних становила 7,3 % від усіх жителів.
За віковим діапазоном населення розподілялося таким чином: 23,7 % — особи молодші 18 років, 65,2 % — особи у віці 18—64 років, 11,1 % — особи у віці 65 років та старші. Медіана віку мешканця становила 38,9 року. На 100 осіб жіночої статі у місті припадало 94,8 чоловіків;  на 100 жінок у віці від 18 років та старших — 91,7 чоловіків також старших 18 років.
Середній дохід на одне домашнє господарство  становив 128 394 долари США (медіана — 99 394), а середній дохід на одну сім'ю — 159 342 долари (медіана — 131 250). Медіана доходів становила 100 517 доларів для чоловіків та 60 022 долари для жінок. За межею бідності перебувало 5,0 % осіб, у тому числі 5,3 % дітей у віці до 18 років та 7,5 % осіб у віці 65 років та старших.
Цивільне працевлаштоване населення становило 6127 осіб. Основні галузі зайнятості: освіта, охорона здоров'я та соціальна допомога — 17,6 %, науковці, спеціалісти, менеджери — 16,5 %, виробництво — 16,2 %.